# Стоянов, Богдан
Богда́н Стоя́нов (рум. Bogdan Stoyanov; 20 декабря 1999, Кишинёв, Молдова) — молдавский футболист, нападающий румынского клуба «Униря Деж».

## Карьера
В 2018 году играл в дивизии А за кишинёвскую команду «Виктория». В сезоне 2019 года играл в высшей лиге Молдовы за команду «Кодру (Лозова)», провёл 5 матчей (по другим данным — 3 игры), также играл в первенстве дублёров, где в игре против «Петрокуб» забил гол. Весной 2024 года выступал за «Олимп» из Комрата.
Летом 2024 года перешел в эстонскую команду «Феникс», по итогам сентября и октября был признан лучшим игроком Первой лиги Б. Сезон с командой закончил на 7 месте и забил 21 гол (17 в лиге и 4 в Кубке Эстонии).

### Сборная
В 2014 и 2015 году играл за молодёжные сборные Молдовы (возраст до 15 и 16 лет).